# Mindvalley
Trwa dyskusja nad usunięciem tego artykułu, kliknij i weź w niej udział.
Mindvalley – przedsiębiorstwo zajmujące się edukacją technologiczną na skalę globalną. Zostało ufundowane przez Vishena Lakhianiego w 2002 r. Wydaje produkty, które wspierają rozwój duchowy jednostki i całożyciowe uczenie się. Jest to jeden z największych edukacyjnych wydawców, który zapewnia tak personalnie dostosowane treści edukacyjne i usługi na temat uważności, medytacji, rozwoju osobistego oraz zdrowego trybu życia. Od 2018 roku firma zatrudnia ponad 202 pracowników z 46 krajów. Swoje produkty rozprowadza w oparciu o treści cyfrowe i technologiczne rozwiązania edukacyjne do ponad 135 krajów w 60 językach.

## Historia
Firma została założona przez Vishena Lakhianiego grudnia 2002 roku w Nowym Jorku. Gdy rok później zyski zaczęły wzrastać i w listopadzie 2003 dochód przekroczył 4000 dolarów, Lakahiani zrezygnował z pracy, aby stać się pełnoetatowym przedsiębiorcą. Mindvalley rozpoczęła działalność jako wydawnictwo cyfrowe, a następnie przekształciła się w firmę edukacyjną oferującą programy nauczania w zakresie świadomości, medytacji, rozwoju osobistego, kondycji i zdrowia.
Pierwszym sztandarowym produktem, opublikowanym przez Mindvalley, był Silva Life System, który był ich główną ofertą w tym czasie. W 2004 siedziba główna przedsiębiorstwa została przeniesiona z Nowego Jorku do Kuala Lumpur w Malezji.

## Aplikacje
W 2017 roku powstała aplikacj  Quest, polecana jako rozwiązanie dla osób zapracowanych, jednak żądnych informacji. 20-minutowe (lub krótsze) sesje mają wesprzeć jednostki w przyswajaniu wiedzy na temat zmian zachodzących w życiu. Dzieje się to dzięki wdrożeniu praktycznych rad od takich trenerów rozwoju osobistego, jak Robin Sharma, Eric Edmeades czy Lisa Nichols. Okazało się, że to odchylenie od tradycyjnej długości kursów mistrzowskich i standardów zużycia treści zapewnia do 500% lepsze wskaźniki ukończenia treningów, w stosunku do standardów branżowych.
Micro Slicing jest nowym trendem w aplikacjach na smartfony – narzędzie zorientowane jest na maksymalne wykorzystanie informacji. Koncepcja projektowania i dostarczania jest połączona z aplikacją Quest. Łączy codzienne zadania z prostymi akcjami, dzięki czemu kreuje wrażenie istnienia w grze. W 2015 roku ukazała się Omvana, aplikacja na temat medytacji. Jej biblioteka zawiera tysiące różnych medytacji, a około 75 z nich jest darmowych. W 2018 r. została ona zainstalowana ponad 100 000 razy.

## Współpraca ze znanymi autorami
| Autor               | Kurs |
| Ken Wilber          | Tworzenie nowego modelu edukacji dla ludzkości (Creating A New Education Model For Mankind)                               |
| Michael Beckwith    | Wizja życia (Life Visioning)                                                                                              |
| Sonia Choquette     | Pozytywna intuicja (Positive Intuitio)                                                                                    |
| Marisa Peer         | Bezkompromisowe życie (The Uncompromised Life)                                                                            |
| Srikumar Rao        | Rozwijanie ekstremalnej elastyczności (Developing Extreme Resilience)                                                     |
| Lisa Nichols        | Mów & Inspiruj (Speak & Inspire)                                                                                          |
| Emily Fletcher      | Medytacja dla superwydajności (Meditation for super performance)                                                          |
| Jim Kwik            | (The Superbrain Quest) |
| John&Missy Butcher  | 12 wymiarów mistrzostwa, quest na życiorys (12 dimensions of mastery, the lifebook quest)                                 |
| Robin Sharma        | Myśl jak bohater, działaj jak geniusz i żyj jak legenda (Think Like A Hero, Perform Like A Genius And Live Like A Legend) |
| Neale Donald Walsch | Obudź gatunki Awaken The Species                                                                                          |

## Nagrody i wyróżnienia
- Vishen Lakhiani, założyciel firmy Mindvalley, laureat Nagrody SME & Entrepreneurship Business, został uznany za Najbardziej Strategicznego Przedsiębiorcę SEBAA roku 2017 i został wprowadzony do Sali Sław.[7]
- W 2017 roku pierwszy film dokumentalny Mindvalley o edukacji transformacyjnej zatytułowany „Life Your Quest” został nominowany do regionalnej nagrody Emmy dla najlepszego reżysera, a jego reżyser Nick Nanton został nominowany do nagrody dla najlepszego reżysera[8].
- Omvana jest najpopularniejszą aplikacją Health and Fitness w ponad 35 krajach w sklepie iTunes. Omvana oferuje ponad 500 ścieżek dźwięków transformacyjnych. W połowie 2014 roku druga aplikacja mobilna Mindvalley, Dormio, stała się drugą najczęściej pobieraną aplikacją w zakładce Zdrowie i Fitness (Health and Fitness) w USA[9].
- HR Excellence Award – nagroda przyznana za doskonałość w zakresie dobrego samopoczucia w miejscu pracy w 2015 roku[10].
- Za zwrócenie uwagi na doświadczenia użytkownika, czysty minimalizm w projektowaniu i intuicyjnej nawigacji, projekt stron internetowych Mindvalley został wybrany jako najlepszy Web Design przez Web Design File w 2014 roku[11].
- Mindvalley uplasowało się na 1. miejscu w rankingu Nicereply Customer Happiness Awards 2014, uzyskując najwyższą średnią ocenę w Azji. Według badania, 79% wszystkich 3354 ocen było na najwyższym poziomie 10. Nagroda ta mierzy poziom zadowolenia klientów firmy i wykorzystuje własną formułę punktacji, wraz z CSAT, Net Promotor Score (NPS) oraz Customer Effort Score (NPS)[12].
- Inc Magazine uhonorował biuro Mindvalley w Kuala Lumpur w Malezji jako najlepsze biuro roku w 2012 roku. Magazyn docenił „połączenie kulturowych odniesień od Supermana w locie do smoka o jasnych oczach na marmurowym stole” w wyniku zatrudnienie osób z ponad 31 krajów[13].
- Każdego roku od 2008 Mindvalley nazywa się najbardziej skoncentrowaną na wolności organizacją na świecie według listy The WorldBlu List of Freedom-Centered Workplaces. Ocena uwzględnia ogólny projekt organizacji zgodnie z kontinuum opartym na obawie o wolność w trzech głównych obszarach: przywództwo, indywidualność wydajność i systemy oraz procesy[13].